# Olivia Allison
Olivia Federici (nacida Allison; el 13 de febrero de 1990) es una nadadora sincronizada británica. Nació en Plymouth.

## Carrera
Sus logros más notables hasta la fecha son haber ganado cuatro medallas de oro en los Campeonatos de Natación Sincronizada Británicos desde 2004 hasta 2007. Olivia ha competido en numerosos Campeonatos mundiales y europeos, y terminó en 14.ª posición en la categoría femenina de los Juegos Olímpicos de Pekín 2008. Representó a la Selección de Gran Bretaña otra vez en los Juegos Olímpicos de Londres 2012 en las categorías de dueto y equipo con una mejora del 9.º puesto en el anterior evento.
Después de una competente actuación en la competición de los Juegos de la Mancomunidad de 2010, fue premiada con una medalla de plata; después quedó en octavo puesto en el Campeonato Mundial de Natación de 2011 con su compañera Jenna Randall, con quien ha estado trabajando desde los Juegos de la Mancomunidad de 2006.